# Prix Iris de la meilleure réalisation
Le prix Iris de la meilleure réalisation est une récompense cinématographique québécoise décernée chaque année lors du Gala Québec Cinéma au meilleur réalisateur. Ce prix récompense un travail de réalisation cinématographique, jugé comme étant le meilleur de l'année écoulée. Il couronne donc le metteur en scène d'un long métrage, sans distinction au niveau du genre (drame, comédie, film de guerre etc.).
Le réalisateur Denis Villeneuve, est le seul cinéaste québécois à avoir gagné à trois reprises le prix dans cette catégorie. D'abord en 2001 pour Maelstrom, en 2010 pour Polytechnique et enfin Incendies en 2011.

## Palmarès
Source : Québec Cinéma

### Distribué sous le nom de prix Jutra de la meilleure réalisation
- 1999 : François Girard pour Le Violon rouge
  - Manon Briand pour 2 secondes
  - Robert Lepage pour Nô
  - Denis Villeneuve pour Un 32 août sur terre

#### Années 2000
- 2000 : Louis Bélanger pour Post mortem
  - Léa Pool pour Emporte-moi
  - François Bouvier pour Histoires d'hiver
  - Jean-Philippe Duval pour Matroni et moi

- 2001 : Denis Villeneuve pour Maelström
  - Michel Jetté pour Hochelaga
  - Philippe Falardeau pour La Moitié gauche du frigo
  - Robert Favreau pour Les Muses orphelines

- 2002 : André Turpin pour Un crabe dans la tête
  - Denis Chouinard pour L'Ange de goudron
  - Pierre Falardeau pour 15 février 1839
  - Catherine Martin pour Mariages

- 2003 : Ricardo Trogi pour Québec-Montréal
  - Michael MacKenzie pour The Baroness and the Pig
  - Robert Morin pour Le Nèg'
  - Kim Nguyen pour Le Marais

- 2004 : Denys Arcand pour Les Invasions barbares
  - Bernard Émond pour 20h17 rue Darling
  - Jean-François Pouliot pour La Grande Séduction
  - Louis Bélanger pour Gaz Bar Blues

- 2005 : Francis Leclerc pour Mémoires affectives
  - Pierre Houle pour Monica la mitraille
  - Denise Filiatrault pour Ma vie en cinémascope
  - Yves Pelletier pour Les Aimants

- 2006 : Jean-Marc Vallée pour C.R.A.Z.Y.
  - Charles Binamé pour Maurice Richard
  - Bernard Émond pour La Neuvaine
  - Ricardo Trogi pour Horloge biologique

- 2007 : Philippe Falardeau pour Congorama
  - Érik Canuel pour Bon Cop, Bad Cop
  - Claude Gagnon pour Kamataki
  - Robert Favreau pour Un dimanche à Kigali

- 2008 : Stéphane Lafleur pour Continental, un film sans fusil
  - Denys Arcand pour L'Âge des ténèbres
  - Fernand Dansereau pour La Brunante
  - Bernard Émond pour Contre toute espérance

- 2009 : Lyne Charlebois pour Borderline
  - Yves Christian Fournier pour Tout est parfait
  - Robert Morin pour Papa à la chasse aux lagopèdes
  - Benoît Pilon pour Ce qu'il faut pour vivre

#### Années 2010
- 2010 : Denis Villeneuve pour Polytechnique
  - Marie-Hélène Cousineau & Madeline Piujuq Ivalu pour Le Jour avant le lendemain
  - Xavier Dolan pour J'ai tué ma mère
  - Jean-Philippe Duval pour Dédé, à travers les brumes
  - Ricardo Trogi pour 1981

- 2011 : Denis Villeneuve pour Incendies
  - Podz pour 10 ½
  - Xavier Dolan pour Les Amours imaginaires
  - Kim Nguyen pour La Cité 
  - Denis Côté pour Curling

- 2012 : Philippe Falardeau pour Monsieur Lazhar
  - Anne Émond pour Nuit #1
  - Micheline Lanctôt pour Pour l'amour de Dieu
  - Ken Scott pour Starbuck
  - Jean-Marc Vallée pour Café de Flore

- 2013 : Kim Nguyen pour Rebelle
  - Ivan Grbovic pour Roméo Onze
  - Xavier Dolan pour Laurence Anyways
  - Rafaël Ouellet pour Camion
  - Podz pour L'Affaire Dumont

- 2014 : Louise Archambault pour Gabrielle
  - Denis Côté pour Vic+Flo ont vu un ours
  - Robert Lepage & Pedro Pires pour Triptyque
  - Sébastien Pilote pour Le Démantèlement
  - Daniel Roby pour Louis Cyr : L'Homme le plus fort du monde

- 2015 : Xavier Dolan pour Mommy
  - Xavier Dolan pour Tom à la ferme
  - Stéphane Lafleur pour Tu dors Nicole
  - Robert Morin pour 3 histoires d'Indiens
  - Denis Villeneuve pour Enemy

### Distribué sous le nom de Trophée de la meilleure réalisation
- 2016 : Léa Pool pour La Passion d’Augustine
  - Mathieu Denis pour Corbo
  - Anne Émond pour Les Êtres chers
  - Maxime Giroux pour Félix et Meira
  - Philippe Lesage pour Les Démons

### Distribué sous le nom de prix Iris de la meilleure réalisation
- 2017 : Xavier Dolan pour Juste la fin du monde
  - Louis Bélanger pour Les Mauvaises Herbes
  - Bachir Bensaddek pour Montréal la blanche
  - Chloé Leriche pour Avant les rues
  - Kim Nguyen pour Un ours et deux amants

- 2018 : Robin Aubert pour Les Affamés
  - Darren Curtis pour Boost
  - Sophie Dupuis pour Chien de garde
  - Robert Morin pour Le Problème d'infiltration
  - Luc Picard pour Les Rois mongols

- 2019 : Ricardo Trogi pour 1991
  - Yan Giroux pour À tous ceux qui ne me lisent pas
  - Maxime Giroux pour La Grande Noirceur
  - Geneviève Delude-De Celles pour Une colonie
  - Denis Côté pour Répertoire des villes disparues

#### Années 2020
- 2020 : Sophie Deraspe pour Antigone
  - Myriam Verreault pour Kuessipan
  - Monia Chokri pour La femme de mon frère
  - Matthew Rankin pour Le Vingtième Siècle
  - Guillaume de Fontenay pour Sympathie pour le diable

- 2021 : Anaïs Barbeau-Lavalette pour La Déesse des mouches à feu
  - Sophie Dupuis pour Souterrain
  - Philippe Falardeau pour Mon année Salinger
  - Daniel Roby pour Suspect numéro un
  - Benoît Pilon pour Le Club Vinland

- 2022 : Ivan Grbovic (en) pour Les Oiseaux ivres
  - Kaveh Nabatian (en) pour Sin La Habana (en)
  - Maxime Giroux pour Norbourg
  - Sébastien Pilote pour Maria Chapdelaine
  - Tracey Deer pour Beans

- 2023 : Stéphane Lafleur pour Viking
  - Francis Leclerc pour Le plongeur
  - Monia Chokri pour Babysitter
  - Pascal Plante pour Les Chambres rouges
  - Rafaël Ouellet pour Arsenault et Fils